# Stickney Island
Stickney Island ist eine Insel im Spencer-Golf im Süden Australiens im Bundesstaat South Australia. Sie gehört zur Gruppe der Sir-Joseph-Banks-Inseln und wird vom Sir Joseph Banks Group Conservation Park verwaltet.
Die Insel wurde am 21. Februar 1802 durch Matthew Flinders nach einem Dorf in Lincolnshire benannt.

## Geographie
Stickney Island liegt rund 21 Kilometer östlich der Eyre-Halbinsel. Die nächstgelegene größere Insel ist Spilsby Island, rund 6 Kilometer östlich gelegen. Die Form der Insel wird durch zwei Buchten bestimmt, wobei die größere Bucht im Südosten der Insel sich zu einer ausgeprägten Landspitze, genannt Linklater Point, hinzieht. Abgesehen von den beiden Buchten fällt der Meeresboden um die Insel steil ab.

## Flora und Fauna
Die Insel ist in Teilen mit Buschland überzogen, hauptsächlich bestehend aus Nitraria billardierei und Atriplex paludosa. Den Großteil der Insel macht jedoch offenes Grasland aus, da die Insel in der Vergangenheit häufig als ergänzender Weideplatz für Schafe der nahegelegenen Insel Spilsby Island verwendet wurde.
Die Vegetation wird zudem durch eine Population von Chinchillakaninchen niedrig gehalten. Diese Kaninchen wurden durch einen Pächter der Insel freigelassen, der hoffte, damit sein Einkommen durch Fleisch und Felle aufbessern zu können. Neben Schafen und Kaninchen wurden früher außerdem Rinder und Pferde auf der Insel gehalten.
Es finden sich zudem verschiedene Vogelarten, wie der Gemeine Star. Außerdem wurden in den 1970er und 1980er Jahren bis zu 67 Nester von Hühnergänsen festgestellt.